# Buglossoides
Buglossoides Moench, 1794  è un genere di piante della famiglia delle Boraginacee.

## Descrizione
Comprende piante annuali, perenni o arbusti nani, che hanno diverse similitudini con quelle del genere Lithospermum.

Le cime, tutte terminali, portano fiori la cui corolla, che può essere bianca, azzurra o porpora, ha dimensioni che possono variare da non più di 10 mm nelle specie annuali a circa 20 mm di diametro nelle specie perenni. La forma della corolla può essere infundibuliforme o ipocrateriforme e recare cinque bande longitudinali di peli all'interno; non sono presenti invaginazioni.

Il calice è generalmente più o meno lungo quanto la metà della corolla, più o meno densamente peloso, con lobi acuti.

Gli stami sono spesso inseriti vicino alla base del tubo.

L'aspetto delle nucule varia: nelle specie perenni possono essere lisce o puntato- reticolate, di colore biancastro, lucide; nelle specie annuali sono tubercolate, brunastre e non lucide.

## Distribuzione e habitat
Il genere è ampiamente diffuso in Europa, Asia e Nord Africa.
Si può trovare in macchie, margini di boscaglie, luoghi rocciosi montani.

## Tassonomia
Il genere comprende le seguenti specie:
- Buglossoides arvensis (L.) I.M.Johnst.
- Buglossoides czernjaevii (Klokov) Czerep.
- Buglossoides glandulosa (Velen.) R.Fern.
- Buglossoides incrassata (Guss.) I.M.Johnst.
- Buglossoides minima (Moris) R.Fern.
- Buglossoides tenuiflora (L.f.) I.M.Johnst.